# Nyaight of the Living Cat
Nyaight of the Living Cat (ニャイト・オブ・ザ・リビングキャット, Nyaito obu za ribingu kyatto) est un manga écrit par Hawkman et illustré par Mecha-Roots. La série est publiée depuis octobre 2020 par le magazine mensuel Monthly Comic Garden de l'éditeur Mag Garden. La version française est publiée par Mangetsu. La série sera adaptée en anime, produite par le studio OLM, et qui est diffusée depuis juillet 2025.

## Synopsis
Un mystérieux virus s'est propagé et amène les gens à se transformer en chats lorsqu'ils sont en contact avec les fameux félins. Le personnage principal, Kunagi, doit lutter contre son envie de se blottir contre des chats afin de survivre dans ce monde bizarre et fou.

## Manga
Nyaight of the Living Cat est écrit par Hawkman et dessiné par Mecha-Roots. Il est publié sur le magazine mensuel Monthly Comic Garden de l'éditeur Mag Garden depuis le 5 octobre 2020. L'éditeur Mag Garden publie la série sous format tankōbon à partir du 10 mai 2021. Le 10 juillet 2025, 7 volumes ont été publiés au Japon.
En avril 2022, Mangetsu annonce la publication de la version française le premier tome sorti le 5 avril 2023.

### Liste des volumes
| no | Japonais         | Japonais          | Français                  | Français          | Français          |
| no | Date de sortie   | ISBN              | Titre                     | Date de sortie    | ISBN              |
| -- | ---------------- | ----------------- | ------------------------- | ----------------- | ----------------- |
| 1  | 10 mai 2021      | 978-4-8000-1087-2 | Catpocalypse Now!         | 5 avril 2023      | 978-2-3828-1203-7 |
| 2  | 22 février 2022  | 978-4-8000-1181-7 | Le Jour d'après les chats | 13 septembre 2023 | 978-2-3828-1262-4 |
| 3  | 10 novembre 2022 | 978-4-8000-1264-7 | Mad Cats                  | 6 décembre 2023   | 978-2-3828-1572-4 |
| 4  | 10 juillet 2023  | 978-4-8000-1351-4 | D-Rex, l'effroyable chat  | 13 mars 2024      | 978-2-3828-1996-8 |
| 5  | 22 février 2024  | 978-4-8000-1427-6 | Chammando                 | 19 février 2025   | 978-2-3828-1833-6 |
| 6  | 21 février 2025  | 978-4-8000-1557-0 |                           |                   |                   |
| 7  | 10 juillet 2025  | 978-4-8000-1615-7 |                           |                   |                   |

## Anime
L'adaptation en anime est annoncée le 22 février 2024 lors de la journée nationale du chat. Elle est réalisée au sein du studio OLM avec Slow Curve et Sony Pictures Television dans la production. La série est réalisée par Takashi Miike et Tomohiro Kamitani, sur un scénario de Shingo Irie (ja), un character design de Takao Maki et des compositions de Kōji Endō. La série est diffusée depuis le 7 juillet 2025 au Japon sur les chaînes TV Tokyo et BS TV Tokyo. Elle est également diffusée sur la plateforme Crunchyroll pour les pays francophones.
Le générique du début est Cat City interprété par le groupe The Yellow Monkey (ja) tandis que le générique de fin, Matatabi, est interprété par le groupe Wanima (ja). La série comprend également la chanson Nyaight of the Living Cat (ニャイト・オブ・ザ・リビングキャット, Nyaito obu za Ribingu Kyatto), interprété par Endō avec la participation de Marty Friedman et Heidi Shepherd du groupe Butcher Babies.

### Liste des épisodes
| No | Titre français                            | Titre japonais       | Titre japonais              | Date de 1re diffusion |
| No | Titre français                            | Kanji                | Rōmaji                      | Date de 1re diffusion |
| -- | ----------------------------------------- | -------------------- | --------------------------- | --------------------- |
| 1  | Tout est devenu chat                      | すべてが猫になる     | Subete ga neko ni naru      | 7 juillet 2025        |
| 2  | Ce soir, les chats s’emparent de la Terre | 今宵ねこら星を奪う   | Koyoi nekora hoshi o ubau   | 14 juillet 2025       |
| 3  | Prisonniers des chats                     | 猫の牢獄             | Neko no rōgoku              | 21 juillet 2025       |
| 4  | Les pachats d’un monde sans foi ni loi    | 猫は無慈悲な世界の王 | Neko wa mujihina sekai no ō | 28 juillet 2025       |
| 5  | Mad Miaoux                                |                      |                             | 4 juillet 2025        |
| 6  | The Dark nyaight rises                    |                      |                             | 11 juillet 2025       |
| 7  | D-Rex le Terrible                         |                      |                             | 18 juillet 2025       |

## Réception
Le manga a été nommé pour les Next Manga Awards 2021 dans la catégorie manga papier.

### Annotations
1. ↑  Les titres français de l'adaptation en anime proviennent de Crunchyroll.

## Œuvres
Édition japonaise
1. 1 2  (ja) « ニャイト・オブ・ザ・リビングキャット 1 », sur Mag Garden (consulté le 8 décembre 2024).
2. 1 2  (ja) « ニャイト・オブ・ザ・リビングキャット 2 », sur Mag Garden (consulté le 8 décembre 2024).
3. 1 2  (ja) « ニャイト・オブ・ザ・リビングキャット 3 », sur Mag Garden (consulté le 8 décembre 2024).
4. 1 2  (ja) « ニャイト・オブ・ザ・リビングキャット 4 », sur Mag Garden (consulté le 8 décembre 2024).
5. 1 2  (ja) « ニャイト・オブ・ザ・リビングキャット 5 », sur Mag Garden (consulté le 8 décembre 2024).
6. 1 2  (ja) « ニャイト・オブ・ザ・リビングキャット 6 », sur Mag Garden (consulté le 6 janvier 2025).
7. 1 2  (ja) « ニャイト・オブ・ザ・リビングキャット 7 », sur Mag Garden (consulté le 28 mai 2025).

Édition française
1. 1 2  « Nyaight of the Living Cat T01 », sur Mangetsu (consulté le 8 décembre 2024).
2. 1 2  « Nyaight of the Living Cat T02 », sur Mangetsu (consulté le 8 décembre 2024).
3. 1 2  « Nyaight of the Living Cat T03 », sur Mangetsu (consulté le 8 décembre 2024).
4. 1 2  « Nyaight of the Living Cat T04 », sur Mangetsu (consulté le 8 décembre 2024).
5. 1 2  « Nyaight of the Living Cat T05 », sur Mangetsu (consulté le 8 décembre 2024).